# Victor Murea
Victor Murea (n. 1935) este un fost deputat român în legislatura 1990-1992, ales în județul Gorj pe listele partidului FSN. Victor Murea a demisionat pe data de 30 martie 1992 și a fost înlocuit de deputatul Dumitru Berca. În cadrul activității sale parlamentare, Victor Murea a fost membru în grupurile parlamentare de prietenie cu Republica Italiană și Republica Populară Chineză. Victor Murea a fost Ministrul Petrolului în guvernul provizoriu din perioada 26 decembrie 1989 - 28 iunie 1990.